# Bad Schussenried
Bad Schussenried è una città tedesca situata nel land del Baden-Württemberg.

## Monumenti e luoghi d'interesse
- Abbazia di San Magno. Nell'antica abbazia premonstratense fondata nel 1183 e rifatta in stile barocco si trova una bella sala di biblioteca (ca. 1754-1771). La chiesa conserva ricchissimi stalli barocchi lignei.
- Santuario di Steinhausen. Nei dintorni sorge questo capolavoro dell'architettura rococò tedesca, costruito dai fratelli Dominikus e Johann Baptist Zimmermann fra il 1728 e il 1733. L'interno, a pianta ovale, è rivestito da un fastoso decoro di stucchi color pastello e affreschi.
- Chiesa parrocchiale di Otterswang in stile rococò (1777-1779), nota anche per la decorazione (temporaria) della festa di ringraziamento per il raccolto (con tappeto di frutta davanti all'altare).